# 박망파 전투

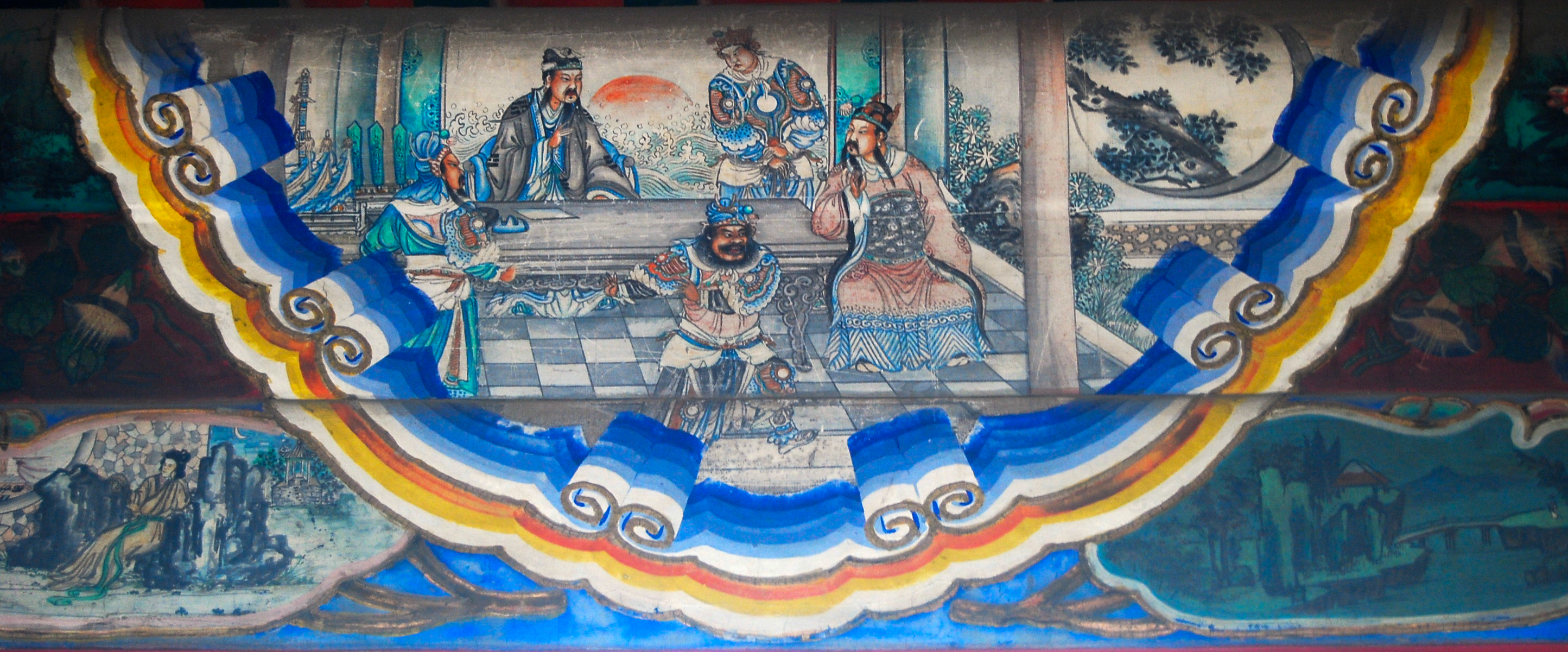

박망파 전투(博望坡 戰鬪)는 후한 말기 형주 신야 부근 박망파에서 유비와 조조 휘하의 하후돈 사이에 벌어진 전투이다.

## 삼국지연의의 묘사

### 배경
후한 말기 한나라 황실의 후손이던 유비는 201년 여남 전투에서 조조에게 대패해 근거지를 잃고 돌아다니다 형주 자사 유표에게 의탁해 신야에서 머물고 있었다. 그러던 중 사마휘의 추천으로 제갈량을 찾아가 삼고초려로 제갈량을 받아들이는데 성공한다.
한편 조조는 북방이 모두 평정되자 삼공의 직책을 없애고 승상인 자신이 모두 겸하였고 그 아래로 부하 모개를 동조연, 최염을 서조연, 사마의를 문학연으로 삼아 자신의 친위 세력들도 문관들을 갖추어 놓고 남쪽으로 진군할 준비를 했다.
그리하여 조조는 부하 하후돈을 도독으로 삼고 우금, 이전, 하후란, 한호를 부장으로 삼아 10만 대군을 주어 박망성으로 가 신야를 엿보라고 명했다.

### 전투 과정
조조가 진군해오자 유비는 모든 권한은 제갈량에게 넘기고 제갈량은 관우에게 군사 1000명을 주어 박망파 왼쪽의 예산에 매복하게 하고 장비에게도 군사 1000명을 주어 안림 뒤쪽 산골에 매복해 있다가 박망성으로 가게 했으며 관우의 양자 관평과 유비의 양자 유봉에게는 군사 500명을 주어 박망파 뒤 양쪽에 매복하게 하였다.
그리고 제갈량은 남은 군사 500명을 이끌고 미축, 미방과 함께 신야성을 지키기로 했는데 이 때문에 관우, 장비 등 많은 장수가 반발했다.
한편 하후돈과 우금은 박망파에 이르렀는데 하후돈은 군사를 둘로 나눠 5만 명은 친위부대로 삼고 나머지 5만 명은 군량과 마초를 호위하며 전진하게 하였다. 박망파 바로 앞에 이르자 유비의 부장 조운이 하후돈을 습격하고 이에 하후돈은 부장 한호의 반대를 물리치고 조운을 추격한다.
박망파에 이르자 유비가 직접 군사를 이끌고 하후돈을 요격하고 조운과 함께 후퇴한다. 날이 저물자 하후돈은 쉴새 없이 전진했으나 뒤를 따르던 우금과 이전이 갈대밭에서 유비군의 화공을 받고 이때를 놓치지 않고 조운이 하후돈은 급습해 하후돈은 그대로 불길을 헤집고 달아났다.
한편 후군에 남아 있던 이전은 박망성으로 급히 달려갔으나 도중 관우와 맞닥뜨려 간신히 혈로를 뚫고 달아났으며 우금도 군량과 마초에 불이 붙자 그대로 도주해버렸고 이에 하후란과 한호가 군량과 마초의 불을 잡으려 왔다가 장비와 맞닥뜨려 하후란이 죽자 한호도 그대로 달아나버렸다.
결국 다음날 하후돈은 달아난 장수와 군사들을 모아 수습해 겨우 허창으로 돌아갔으나 군사를 태반이나 잃고 마초와 군량까지 모두 타버려 남은 것이라곤 하나도 없었다.

### 결과 및 영향
전투 후 관우, 장비를 비롯해 조운, 관평, 유봉 등 전투에 나갔던 장수와 군사들이 신야성으로 합류해 들어왔고 제갈량이 전리품을 나누었다.
이에 조조는 직접 50만 대군을 이끌고 유비와 형주 정벌에 나서게 되고 중간에 조조와 결탁한 유표의 아들 유종과 채씨 세력과의 대립 등으로 유비는 조조와의 장판 전투에서 패배한다.